# Namponkoré
Namponkoré, ou Naponkoré, est une ville du département de Logobou de la province de la Tapoa dans la région de l'Est au Burkina Faso. C'est la ville la plus peuplée du département ainsi que de la province.

## Santé et éducation
Le centre de soins le plus proche de Namponkoré est le centre de santé et de promotion sociale (CSPS) de Logobou.
La commune accueille un collège d'enseignement général (CEG).